# Bekerel
Bekerél (angleško Becquerel, oznaka Bq) je izpeljana enota za merjenje aktivnosti radioaktivnega izvira. Določena je kot število razpadov na sekundo. Ker je število razpadov brez dimenzije, je potemtakem bekerel enak s-1. Starejša enota za aktivnost je kiri (oznaka Ci); 1 Bq = 2,7×10-11 Ci.
Bekerel je poimenovan po francoskemu fiziku Henriju Becquerelu, ki je za svoje zasluge pri odkritju radioaktivnosti skupaj s Pierrom in Marie Curie leta 1903 prejel Nobelovo nagrado za fiziko.